# Quinten Hermans
Quinten Hermans (ur. 29 lipca 1995 w Turnhout) – belgijski kolarz szosowy i przełajowy.

## Osiągnięcia

### Kolarstwo szosowe
Opracowano na podstawie:

2018
- 1. miejsce na 4. etapie Oberösterreichrundfahrt
- 3. miejsce w Internationale Wielertrofee Jong Maar Moedig
- 2. miejsce w Tour de Wallonie
  - 1. miejsce w klasyfikacji młodzieżowej
  - 1. miejsce w klasyfikacji punktowej
  - 1. miejsce na 4. etapie

2019
- 1. miejsce w Flèche du Sud
  - 1. miejsce w klasyfikacji punktowej
  - 1. miejsce w prologu, 1. i 2. etapie
- 3. miejsce w Dwars door het Hageland

2022
- 2. miejsce w Liège-Bastogne-Liège
- 3. miejsce w Baloise Belgium Tour
  - 1. miejsce na 4. etapie
- 3. miejsce w Cyclassics Hamburg

2023
- 3. miejsce w Antwerp Port Epic

### Kolarstwo przełajowe
Opracowano na podstawie:

2015
- 1. miejsce w mistrzostwach Europy U23

2016
- 2. miejsce w klasyfikacji generalnej Pucharu Świata U23
- 3. miejsce w mistrzostwach świata U23
- 1. miejsce w mistrzostwach Europy U23

2017
- 2. miejsce w klasyfikacji generalnej Pucharu Świata U23

2021
- 2. miejsce w mistrzostwach Europy

## Rankingi

### Kolarstwo szosowe
| Rok             | 2017  | 2018 | 2019 | 2020  | 2021 | 2022 | 2023 | 2024 |
| --------------- | ----- | ---- | ---- | ----- | ---- | ---- | ---- | ---- |
| World Ranking   | 2333. | 291. | 419. | 1973. | 318. | 55.  | 314. | 137. |
| UCI Europe Tour | 1559. | 142. | 332. | 1441. | 267. | 46.  | -    | 109. |
|                 |       |      |      |       |      |      |      |      |
| Źródło: UCI     |       |      |      |       |      |      |      |      |